# Avstrijsko-turška vojna (1541–1545)
Avstrijsko-turška vojna je potekala med letoma 1541 in 1545. Premirje je bilo sklenjeno leta 1545, pravi mir pa šele leta 1547. S to vojno je Turčija obdržala dele Madžarske in Hrvaške.